# Oude Hondsberg, Ter Braakloop en Galgeven
Oude Hondsberg, Ter Braakloop en Galgeven is een beheerseenheid van de Stichting Brabants Landschap die een natuurgebied van 357 ha beslaat dat gelegen is tussen Oisterwijk en Moergestel.
Dit natuurgebied vormde ooit onderdeel van het landgoed van Kasteel Durendaal dat in 1912 in onderdelen werd verkocht. De Vereniging Natuurmonumenten kocht de Oisterwijkse Bossen en Vennen, een gebied ten oosten van de hier beschreven beheerseenheid. Het gebied wordt gevormd door een dekzandrug waarop zich naaldbos, voedselarme vennen en heide bevinden. Daarnaast is er ook moerasgebied en landbouwgrond, alsmede een kleine oppervlakte aan stuifzand.
Het langgerekte gebied strekt zich uit van het Wilhelminakanaal in het zuidwesten tot de kom van Oisterwijk in het noordoosten.

## Oude Hondsberg en Ter Braakloop
In het oosten bevindt zich de Oude Hondsberg. Hier stroomt de Reusel, en hier bevindt zich ook het Rietven, waardoorheen een dam ligt die bewandeld kan worden. Er zijn hier libellen te vinden zoals de grote roodoogjuffer en variabele waterjuffer. We vinden in het bos de grove den, berk en zomereik. De Amerikaanse eik, een exoot, wordt verwijderd.
Ten westen van dit gebied en de Moergestelse weg ligt Ter Braakloop. Dit is een ontginningslandgoed, waar het stuifzand vastgelegd is door de aanplant van dennenbossen. Er is een redelijk groot reliëf, waardoor de lagere delen betrekkelijk vochtig zijn. Het hier gelegen Schaapsven is dichtgegroeid met gele plomp en qaterlelie, terwijl aan de oever ook waterdrieblad groeit. Er liggen veeneilandjes in, waar onder meer gagel groeit.

## Galgeven
Verder naar het westen zijn landgoedbossen van de buitenplaatsen Zonnewende en Dennenhoef, en men vindt er ook het Galgeven, een ven van 30 ha dat omringd is door heuveltjes. Op één daarvan heeft ooit een galg gestaan, en op een andere een windmolen uit 1811. Bij dit ven groeiden vroeger waterlobelia, oeverkruid en biesvaren. Het werd echter sterk vervuild door de volmolen, die werd benut door Tilburgse textielfabrikant Van den Bergh. Deze bracht de wollen stoffen voorheen van Tilburg naar Dordrecht om ze daar te vollen. Er was bij de volmolen een kleine nederzetting gebouwd, met enkele vol- en wasinrichtingen, enkele arbeiderswoningen en een kantoortje. Daarom heet dit ven ook wel Berghven. Van de nederzetting is niets meer over, op enkele destijds geplante loofbomen na. Ondanks dit alles wordt ook nu nog kleine zonnedauw, waterdrieblad en moerashertshooi in de omgeving van dit ven gevonden. In 2005 heeft men kalkrijk water uit de ondergrond in dit ven gelaten, teneinde de zuurgraad omhoog te brengen, want het water was levenloos geworden.

## Kerkeindse Heide
Nog verder naar het westen ligt de Kerkeindse Heide, waar men door kleinschalig plaggen en het verwijderen van houtopslag de heide weer een kans gaf. Men vindt hier gagel en klokjesgentiaan. In de Snippenpoel leeft de levendbarende hagedis, de kamsalamander en de vinpootsalamander. Ook ziet men hier de heikikker en het heideblauwtje.
In deze heide ontspringt de Braakloop, maar toen de heide in het begin van de 20e eeuw werd ontgonnen, werd deze waterloop doorgetrokken naar modelboerderij De Eendracht.

## Vennen
Galgeven, Rietven, Snippenpoel, Putven, Schaapsven, Berkven, Aalsven.

## Omgeving
Ten zuidoosten van het gebied vindt men een landbouwgebied en de bebouwde kom van Moergestel. Ten noordwesten ligt het dal van de Voorste Stroom en een verstedelijkt gebied met infrastructuur als spoor- en snelwegen en de kommen van Oisterwijk, Berkel-Enschot en Tilburg. Ten oosten liggen de Oisterwijkse Bossen en Vennen, en ten zuidwesten het Wilhelminakanaal en het recreatiepark Beekse Bergen.